# Соколова, Алла Николаевна
А́лла Никола́евна Соколо́ва (2 февраля 1944 — 21 декабря 2018) — советская и российская актриса
, драматург и сценаристка, более всего известная пьесой «Фантазии Фарятьева».

## Биография
Заочно закончила ГИТИС (мастерская Нины Михоэлс).
Начало актёрской деятельности — в театрах союзных республик, в городах Душанбе и Лиепая.
С 1967 по 1973 годы была актрисой Рижского театра русской драмы. Затем работала в Театре имени Ленинского комсомола (ныне
Балтийский дом) в Ленинграде, где дебютировала как драматург.
Огромную популярность в СССР завоевала третья по счёту пьеса Аллы Соколовой «Фантазии Фарятьева», которая была поставлена сразу в БДТ (дебют Сергея Юрского в качестве режиссёра), «Современнике», Центральном театре Советской Армии, Рижском театре русской драмы, Ереванском государственном русском драматическом театре имени К. С. Станиславского. В 1979 году пьеса была экранизирована Ильёй Авербахом с Андреем Мироновым, Зинаидой Шарко, Екатериной Дуровой и Мариной Неёловой в главных ролях. C 1 февраля 2014 г. спектакль «Фантазии Фарятьева» в постановке режиссёра и педагога Веры Петровны Камышниковой возобновлён на Старой сцене московского театра «Мастерская Петра Фоменко».
Среди других пьес Аллы Соколовой — «Кто этот Диззи Гиллеспи?», «Дом наполовину мой», «Эльдорадо» (поставлена в МХАТ Олегом Ефремовым), «Люди, звери и бананы», «Раньше», «Бес счастья» (по Шолом-Алейхему), «Либерте… Эгалите…» (о Беранже).
В 1980 году написала сценарий фильма «Мой папа — идеалист», снятого Владимиром Бортко.
В 1990 году сыграла главную роль в фильме Светланы Проскуриной «Случайный вальс» (приз «Чёрная пантера» за лучшую женскую роль на международном кинофестивале в Марселе).
Похоронена в Киеве.

## Личная жизнь
- Муж — Сергей Дрейден (1941—2023), советский и российский актёр театра и кино.
  - Сын — Николай Дрейден (род. 1980), режиссёр и сценарист. 
    - Внучка (от первого брака сына) — София (родилась в январе 2011 года).
    - Внучка (от второго брака сына) — Кира (родилась в марте 2018 года).

## Издания
1. Соколова А. Н. Кто этот Диззи Гиллеспи? Фантазии Фарятьева. Л.: Искусство, 1978.
2. Соколова А. Н. Фантазии Фарятьева // Театр: ежемесячный журнал драматургии и театра. № 1, январь 1978. М.: Искусство, 1978.
3. Соколова А. Н. Фантазии Фарятьева // Пьесы ленинградских драматургов. М.: Лениздат, 1979. С. 541—603.
4. Соколова А. Н. Люди, звери и бананы // Пьесы ленинградских драматургов. М.: Лениздат, 1985. С. 149—190.
5. Соколова А. Н. Раньше // Ландскрона: Пьесы для небогатых театров. СПб.: Издательство Буковского, 1997.
6. Соколова А. Н. Либерте... Эгалите... // Ландскрона: Новая петербургская драматургия. СПб.: Издательство Буковского, 1998.
7. Соколова А. Н. Фантазии Фарятьева // Ландскрона: Семь пьес с необычной судьбой. СПб.: Издательство Буковского, 1998.
8. Соколова А. Н. Мечтательные пьесы: Сборник. — СПб.: Борей Арт, 2013. — 372 с., илл.

## Постановки пьес
1. 1969 — Рига, Рижский русский театр имени Михаила Чехова — «Варвары» М. Горького — Анна Фёдоровна
2. 1976 — Санкт-Петербург, БДТ — «Фантазии Фарятьева» (режиссёр — Сергей Юрский / дебют)
3. 1977 — Москва, Современник — «Фантазии Фарятьева» (режиссёр — Лилия Толмачева)[1]
4. 1978 — Москва, МХАТ — «Эльдорадо» (режиссёр — Олег Ефремов)
5. 2001 — Санкт-Петербург, Русская антреприза имени Андрея Миронова — «Фантазии Фарятьева» (режиссёр и сценограф — Юрий Цуркану)[2]
6. 2009 — Мытищи, Театр театр драмы и комедии ФЭСТ — «Фантазии Фарятьева» (режиссёр — Алексей Курганов)[3]
7. 2012 — Санкт-Петербург, Молодежный театр на Фонтанке — «Фантазии Фарятьева» (режиссёр — Владимир Туманов)[4]
8. 2012 — Москва, Малый Драматический Театр на Б. Серпуховской — «Фантазии Фарятьева» (режиссёр — Олег Буданков)[5]
9. 2014 — Москва, Мастерская Петра Фоменко — «Фантазии Фарятьева» (режиссёр — Вера Камышникова)[6]
10. 2016 — Псков, Псковский академический театр драмы имени А. С. Пушкина — «Фантазии Фарятьева» (режиссёр — Олег Куликов)[7]
11. 2016 — Москва, Театр Которого Нет — «Fантазии Fарятьева» (режиссёр и сценограф — Константин Демидов)[8]
12. 2016 — Москва, Электротеатр Станиславского — «Фантазии Фарятьева» (режиссёр — Евгений Бедняков)[9]
13. 2016 — Москва, Современный Театр Антрепризы — «Перекрестки любви» (по пьесе «Фантазии Фарятьева», реж. — Родион Овчинников)[10]
14. 2016 — Тюмень, Тюменский Драматический Театр — «Фантазии Фарятьева» (режиссёр и художник — Владимир Чернядев)[11]
15. 2017 — Набережные Челны, Русский драматический театр "Мастеровые" — «Фантазии Фарятьева» (реж. — Пётр Шерешевский)
16. с 2018 — Санкт-Петербург, театр «Приют комедианта» — «Фантазии Фарятьева»[12]
17. 2022 — Израиль, Театр Zero - «Фантазии Фарятьева» (режиссёры - Марина Белявцева и Олег Родовильский)